# Oscaruddelingen 1940
Oscaruddelingen 1940 var den 12. oscaruddeling, hvor de bedste film fra 1939 blev hædret med en oscarstatuette af Academy of Motion Picture Arts and Sciences. Uddelingen blev afholdt 29. februar på The Ambassador Hotel i Los Angeles, USA. Bob Hope var vært for første gang (af i alt 18 gange). 
David O. Selznicks produktion, Borte med blæsten, modtog flest nomineringer (13) og vandt flest priser (8) siden uddelingens oprettelse.
Det var første gang der prisen for bedste visuelle effekter blev uddelt. 

## Priser
| Bedste Film | Bedste Instruktør |
| --- | --- |
| - Borte med blæsten - Sejr over mørket - Farvel Mr. Chips - Han og hun - Mr. Smith kommer til byen - Ninotchka - Mus og mænd - Diligencen - Troldmanden fra Oz - Stormfulde højder | - Victor Fleming – Borte med blæsten - Frank Capra – Mr. Smith kommer til byen - John Ford – Diligencen - Sam Wood – Farvel Mr. Chips - William Wyler – Stormfulde højder |
| Bedste Mandlige Hovedrolle | Bedste Kvindelige Hovedrolle |
| - Robert Donat – Farvel Mr. Chips - Clark Gable – Borte med blæsten - Laurence Olivier – Stormfulde højder - Mickey Rooney – Vi charmører - James Stewart – Mr. Smith kommer til byen | - Vivien Leigh – Borte med blæsten - Bette Davis – Sejr over mørket - Irene Dunne – Han og hun - Greta Garbo – Ninotchka - Greer Garson – Farvel Mr. Chips |
| Bedste Mandlige Birolle | Bedste Kvindelige Birolle |
| - Thomas Mitchell – Diligencen - Brian Aherne – Benito Juarez - Mexicos frihedshelt - Harry Carey – Mr. Smith kommer til byen - Brian Donlevy – Tricolorens helte - Claude Rains – Mr. Smith kommer til byen | - Hattie McDaniel – Borte med blæsten - Olivia de Havilland – Borte med blæsten - Geraldine Fitzgerald – Stormfulde højder - Edna May Oliver – Flammer over Mohawk - Maria Ouspenskaya – Han og hun |
| Bedste Historie | Bedste Filmatisering |
| - Mr. Smith kommer til byen – Lewis R. Foster - Han og hun – Mildred Cram og Leo McCarey - Polly's baby – Felix Jackson - Ninotchka – Melchior Lengyel - Lincoln, folkets helt – Lamar Trotti | - Borte med blæsten – Sidney Howard - Ninotchka – Charles Brackett, Walter Reisch, og Billy Wilder - Mr. Smith kommer til byen – Sidney Buchman - Stormfulde højder – Ben Hecht and Charles MacArthur - Farvel Mr. Chips – Eric Maschwitz, R. C. Sherriff og Claudine West |
| Bedste Kortfilm, One-Reel | Bedste Kortfilm, Two-Reel |
| - Busy Little Bears – Paramount Pictures - Information Please – RKO Radio - Prophet Without Honor – MGM - Sword Fishing – Warner Bros. | - Sons of Liberty – Warner Bros. - Drunk Driving – MGM - Five Times Five – RKO Radio |
| Bedste Animerede Kortfilm | Bedste Musik |
| - The Ugly Duckling – Walt Disney Productions og RKO Radio - Detouring America – Warner Bros. - Peace on Earth – MGM - The Pointer – Walt Disney Productions og RKO Radio | - Diligencen – Richard Hageman, Frank Harling, John Leipold, og Leo Shuken - The Great Victor Herbert – Phil Boutelje og Arthur Lange - Mus og mænd – Aaron Copland - Vi charmører – Roger Edens og George E. Stoll - She Married a Cop – Cy Feuer - Intermezzo – Lou Forbes - Dronningens elsker – Erich Wolfgang Korngold - Klokkeren fra Notre Dame – Alfred Newman - Ungdommens melodi – Alfred Newman - Det første kys – Charles Previn - Sangen fra syden – Louis Silvers - Mr. Smith kommer til byen – Dimitri Tiomkin - Way Down South – Victor Young |
| Bedste Originale Musik | Bedste Sang |
| - Troldmanden fra Oz – Herbert Stothart - Nurse Edith Cavell – Anthony Collins - Mus og mænd – Aaron Copland - The Man in the Iron Mask – Lud Gluskin og Lucien Moraweck - Din for evigt – Werner Janssen - Og rengen kom – Alfred Newman - Stormfulde højder – Alfred Newman - Sejr over mørket – Max Steiner - Borte med blæsten – Max Steiner - Guldets magt – Victor Young - Gullivers rejse – Victor Young - Man of Conquest – Victor Young | - "Over the Rainbow" fra Troldmanden fra Oz – Musik af Harold Arlen; Tekst af E. Y. Harburg - "Faithful Forever" fra Gullivers rejse – Musik af Ralph Rainger; Tekst af Leo Robin - "I Poured My Heart Into a Song" fra Anden violin – Musik og Tekst af Irving Berlin - "Wishing" from Han og hun – Musik og Tekst af Buddy de Sylva |
| Bedste Lydoptagelse | Bedste Scenografi |
| - Stormnatten – Bernard B. Brown, Universal Studio Sound Department - Mr. Smith kommer til byen – John Livadary, Columbia Studio Sound Department - Farvel Mr. Chips – A. W. Watkins, Denham Studio Sound Department - Mus og mænd – Elmer A. Raguse, Hal Roach Studio Sound Department - Balalaika – Douglas Shearer, MGM Studio Sound Department - The Great Victor Herbert – Loren L. Ryder, Paramount Studio Sound Department - Man of Conquest – Charles L. Lootens, Republic Studio Sound Department - Klokkeren fra Notre Dame – John Aalberg, RKO Radio Studio Sound Department - Borte med blæsten – Thomas T. Moulton, Samuel Goldwyn Studio Sound Department - Og regnen kom – E. H. Hansen, Fox Studio Sound Department - Dronningens elsker – Nathan Levinson, Warner Bros. Studio Sound Department | - Borte med blæsten – Lyle Wheeler - Mr. Smith kommer til byen – Lionel Banks - Stormfulde højder – James Basevi - Og regnen kom – William S. Darling og George Dudley - Tricolorens helte – Hans Dreier og Robert Odell - Troldmanden fra Oz – Cedric Gibbons og William A. Horning - Dronningens elsker – Anton Grot - Captain Fury – Charles D. Hall - Man of Conquest – John Victor Mackay - Det første kys – Jack Otterson og Martin Obzina - Han og hun – Van Nest Polglase og Alfred Herman - Diligencen – Alexander Toluboff                          |
| Bedste Fotografering, Sort og Hvid | Bedste Fotografering, Farver |
| - Stormfulde højder – Gregg Toland - Gunga Din – Joseph H. August - Kvinden fra troperne – Norbert Brodine - Benito Juarez - Mexicos frihedshelt – Tony Gaudio - Diligencen – Bert Glennon - Og regnen kom – Arthur Charles Miller - The Great Victor Herbert – Victor Milner - Intermezzo – Gregg Toland - Det første kys – Joseph Valentine - Kun engle har vinger – Joseph Walker | - Borte med blæsten – Ernest Haller og Ray Rennahan - De fire fjer – Georges Périnal og Osmond Borradaile - Dronningens elsker – Sol Polito og W. Howard Greene - Flammer over Mohawk – Ray Rennahan og Bert Glennon - Troldmanden fra Oz – Hal Rosson - Mikadoen – William V. Skall og Bernard Knowles |
| Bedste Klipning | Bedste Visuelle Effekter |
| - Borte med blæsten – Hal C. Kern og James E. Newcom - Frvel Mr. Chips – Charles Frend - Mr. Smith kommer til byen – Gene Havlick og Al Clark - Diligencen – Otho Lovering og Dorothy Spencer - Og regnen kom – Barbara McLean | - Og regnen kom – E. H. Hansen og Fred Sersen - Borte med blæsten – John R. Cosgrove, Fred Albin og Arthur Johns - Kun engle har vinger – Roy Davidson og Edwin C. Hahn - Union Pacific – Farciot Edouart, Gordon Jennings og Loren Ryder - Troldmanden fra Oz – A. Arnold Gillespie og Douglas Shearer - Dronningens elsker – Byron Haskin og Nathan Levinson - Topper Ta'r på tur – Roy Seawright |

### Ærespriser
- Douglas Fairbanks
- the Motion Picture Relief Fund
- William Cameron Menzies
- the Technicolor Company

### Irving G. Thalbergs mindepris
- David O. Selznick

### Ungdomsprisen
- Judy Garland for Trolmanden fra Oz

## Ekstern Henvisning
- Oscars legacys hjemmeside